# District de Wolfsberg
Le district de Wolfsberg est une subdivision territoriale du land de Carinthie en Autriche.

## Géographie

### Lieux administratifs voisins
| District de Murau (Land de Styrie) | District de Judenburg (Land de Styrie) | District de Voitsberg (Land de Styrie)        |
| District de Sankt Veit an der Glan |                                        | District de Deutschlandsberg (Land de Styrie) |
| District de Völkermarkt            |                                        | Slovénie                                      |

## Communes
Le district de Wolfsberg est subdivisé en 9 communes :
- Bad St. Leonhard im Lavanttal
- Frantschach-St. Gertraud
- Lavamünd
- Preitenegg
- Reichenfels
- Sankt Andrä
- Sankt Georgen im Lavanttal
- Sankt Paul im Lavanttal
- Wolfsberg